# Ribbesford
Ribbesford är en ort och civil parish i Storbritannien.   Den ligger i grevskapet Worcestershire och riksdelen England, i den södra delen av landet, 180 km nordväst om huvudstaden London. Ribbesford ligger 31 meter över havet och antalet invånare är 237.
Terrängen runt Ribbesford är huvudsakligen platt. Ribbesford ligger nere i en dal. Runt Ribbesford är det tätbefolkat, med 308 invånare per kvadratkilometer. Närmaste större samhälle är Kidderminster, 5,1 km nordost om Ribbesford. Runt Ribbesford är det i huvudsak tätbebyggt.